# Авідан
Авідан (Abidan, батько суду, суддя), син Ґід'оніїв, голова племені Веніамина в часи Виходу (Числа 1:11; 2:22).
Згадується у Числа 1:11, Числа 2:22, Числа 7:60, Числа 7:65 and Числа 10:24

## Джерело
- Біблійний словник Істона